# Сржевиця
Сржевиця (словен. Srževica) — поселення в общині Шентюр, Савинський регіон, Словенія. 
Висота над рівнем моря: 391 м.